# Mortain-Bocage
Mortain-Bocage é uma comuna francesa na região administrativa da Normandia, no departamento da Mancha. Estende-se por uma área de 62.63 km². Em 2010 a comuna tinha 3 207 habitantes (densidade: 51,2 hab./km²).
Foi criada em 1 de janeiro de 2016, a partir da fusão das antigas comunas de Bion, Mortain (sede da comuna), Notre-Dame-du-Touchet, Saint-Jean-du-Corail e Villechien.